# Itzhak Perlman
Itzhak Perlman (em hebraico:  יצחק פרלמן; Tel Aviv, 31 de agosto de 1945) é um virtuoso violinista israelita-americano, maestro e professor, considerado um dos maiores violinistas do século XX e XXI. É o solista do filme A lista de Schindler, trabalhando em conjunto com o compositor John Williams. Quando tinha apenas treze anos de idade ficou famoso pela sua interpretação mágica do concerto de violino de Beethoven com a Orquestra Filarmônica de Berlim e pela sua interpretação no concerto de Mendelssohn.

## Início
Perlman nasceu em Tel Aviv. Os seus pais, Chaim e Shoshana Perlman, oriundos da Polónia haviam emigrado independentemente para Israel em meados de 1930 antes de se conhecerem e casarem. Ao ouvir na rádio um trecho de música clássica, Perlman interessou-se pelo violino porém a sua entrada no Conservatório Shulamit foi recusada por ser pequeno demais para segurar um violino (tinha três anos). Assim aprendeu sozinho usando um violino brinquedo até ter idade suficiente para estudar com Rivka Goldgart no conservatório Shulamit e na Academia de música de Tel Aviv onde deu o seu primeiro recital quando tinha 10 anos de idade, antes de partir para os Estados Unidos para estudar na Juilliard School com os professores de violino Ivan Galamian e Dorothy Delay.

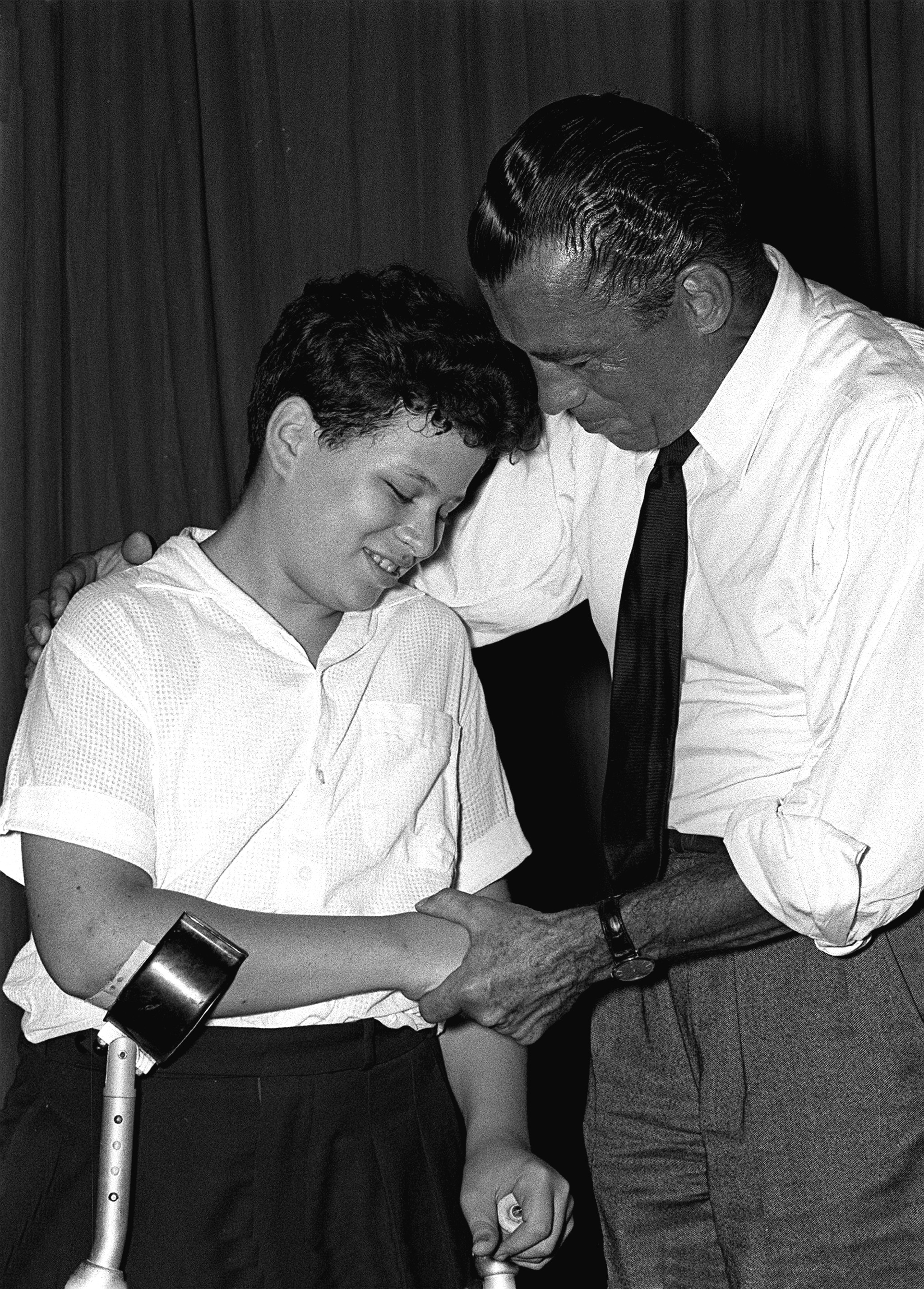
Ed Sullivan felicita Itzhak Perlman após um concerto (1958)

Teve poliomielite aos quatro anos, com graves sequelas, razão pela qual utiliza muletas ou uma scooter eléctrica para deslocar-se e toca violino sempre sentado.

## Carreira

### Atuações
Perlman foi apresentado ao grande público americano quando apareceu no The Ed Sullivan Show duas vezes em 1958. Fez a sua estreia no Carnegie Hall em 1963 e ganhou a Leventritt Competition em 1964.

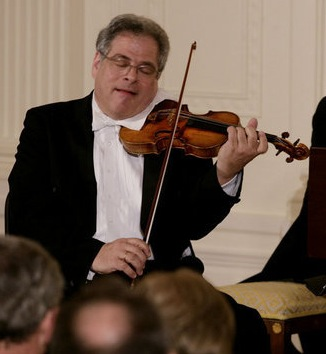
Itzhak Perlman tocando durante o jantar em honra da Rainha Isabel II, a 7 de maio de 2007, na Casa Branca.

Além de inúmeras gravações começa a aparecer em emissões televisivas tais como "The Tonight Show" e "Sesame Street" e atua muitas vezes na Casa Branca
Embora nunca tenha sido considerado um cantor, cantou no papel de "a jailer" em 1981 EMI gravação de a Tosca de Giacomo Puccini na qual figuravam Renata Scotto, Plácido Domingo, e Renato Bruson, com James Levine como maestro. Antes já tinha cantado num trecho de ópera em 1980 como parte das séries de Live from Lincoln Center com Luciano Pavarotti em Cavaradossi, e Zubin Mehta maestro da Orquestra Filarmônica de New York. Perlman é um baixo (canta nas tonalidades graves).
A 5 de julho de 1986, tocou no centésimo  tributo da Orquestra Filarmônica de New York à Estátua da Liberdade, no Central Park, dirigida pelo maestro Zubin Mehta e emitido ao vivo pela  televisão ABC,
Em 1987 entrou na Orquestra Filarmônica de Israel nos concertos em Varsóvia e Budapeste, assim como noutros países de leste. Participou da "tournée" IPO na primavera de 1990, sua primeira atuação na União Soviética, com concertos em Moscovo e Leningrado. Ainda com IPO, atuou na China e Índia em 1994.
Sendo sobretudo um violinista solo, tem atuado com muitos outros músicos notáveis incluindo Yo-Yo Ma, Jessye Norman, Isaac Stern, e Yuri Temirkanov no 150º. aniversário de Tchaikovsky em Leningrad em Dezembro de 1990. Também atuou e gravou com o seu amigo violinista israelita Pinchas Zukerman em inúmeras ocasiões ao longo dos anos.
Além de tocar e gravar música clássica, pela qual é bem conhecido, Perlman também tocou jazz, de referir um album feito com o pianista de jazz Oscar Peterson e klezmer. Perlman tem atuado como solista em muitos filmes, com destaque em 1993 o Schindler's List por John Williams premiado pela Academia de Cinema. Mais recentemente foi o violinista solista do filme Memórias de uma Gueisha em 2005, juntamente com Yo-Yo Ma no violoncelo.

### Atuações notáveis
Atuou no Jantar de Estado em honra da Rainha Isabel II no dia 7 de Maio de 2007, no Salão Este da Casa Branca.
Em 2009 interpretou de John Williams a "Air and Simple Gifts" na cerimónia de tomada de posse de Barack Obama em 2009, juntamente com Yo-Yo Ma (violoncelo),  Gabriela Montero (piano) e Anthony McGill (clarinete).
Além disso, por duas vezes atuou na Orquestra Sinfónica de Baton Rouge em 2003 e 2007 .

### Os seus violinos
No princípio da sua carreira usou um violino Carlo Bergonzi. Posteriormente comprou o Stradivarius "General Kid" de 1714 que vendeu em meados de 1980, tendo comprado o violino de Yehudi Menuhin, o famoso Stradivarius Soil 1714 (considerado como um dos melhores Stradivarius).[carece de fontes?] Passado algum tempo também adquiriu um "Sauret" Guarneri del Gesù 1740-1744.

## Carreira docente
Desde 2003 Perlman ocupa o lugar que pertenceu à sua professora Dorothy DeLay (já falecida), na escola de música Juilliard, como detentor da cadeira de Estudos de violino da Fundação Dorothy Richard Starling. Dá aulas privadas no "Perlman Music Program", em Long Island, New York. Também deu aulas no Centro Comunitário de Be'er Sheba, Israel, Perlman generosamente partilha o seu saber com com o público, fora das aulas formais.

### O programa de Música Perlman
Este programa foi fundado por Toby Perlman e Suki Sandler, em 1995. Começou como um campo de férias de verão para jovens músicos considerados excepcionais em cordas, de idade compreendida entre os 11 e os 18 anos. Com o tempo expandiu-se e passou a funcionar durante todo o ano. este programa permite aos estudantes serem treinados por Itzhak Perlman antes de se apresentarem em audições em locais como o Sutton Place Synagogue e Escolas públicas. Este programa também permite que os estudantes se encontrem, desenvolvam uma rede de amigos e colegas de profissão.

## Vida pessoal
Perlman mora em New York City com a sua esposa, Toby, também violinista. Têm cinco filhos: Noah, Navah, Leora, Rami e Ariella. Perlman é um primo afastado de Howie Mandel, Canadense, comediante.

## Honras e prémios
- Leventritt Competition – Vencedor (1964)
- Prémios Grammy para a Melhor Performance em Música de Câmara:
  - Daniel Barenboim & Itzhak Perlman para Brahms: As três sonatas para violino (1991)
  - Vladimir Ashkenazy, Lynn Harrell & Itzhak Perlman paraBeethoven: The Complete Piano Trios (1988)
  - Vladimir Ashkenazy, Lynn Harrell & Itzhak Perlman paraTchaikovsky: Piano Trio in A Minor (1982)
  - Itzhak Perlman & Pinchas Zukerman para Music for Two Violins (Moszkowski: Suite For Two Violins/Shostakovich: Duets/Prokofiev: Sonata para Dois Violinos) (1981)
  - Itzhak Perlman & Vladimir Ashkenazy para Beethoven: Sonatas para Violino e Piano (1979)
- Prémio Grammy para a melhor Performance Solista Instrumental(com orquestra)
- Prémio Grammy para a melhor Performance Solista Instrumental (sem orquestra)
- Prémio Grammy para O Melhor Album Clássico
- Kennedy Center Honors em 2003
- Abril 1980: Newsweek magazine  Mr.Perlman with a cover story.[15]
- 1986: Galardoado com a Medal of Liberty pelo Presidente Reagan.[16]
- 2000: Galardoado com National Medal of Arts pelo Presidente Clinton.[16]
- Atribuídos títulos honoríficos pelas Universidades de Harvard, Yale, Brandeis, Roosevelt, o Cleveland Institute of Music, Yeshiva e Hebrew.[16]

Em 2005, foi votado o 135º maior Israelita de todos os tempos, num poll do website israelita Ynet para determinar quem o público em geral considerava os Maiores 200 Israelitas.